# Oscar Monstrey
Oscar Monstrey (Moere, 23 februari 1887 - Roeselare, 21 mei 1935) was een Belgisch rooms-katholiek priester, redemptorist. Hij was ook een kenner van Guido Gezelle.

## Levensloop
Monstrey trad in 1907 in bij de redemptoristen en werd in 1913 tot priester gewijd. Hij studeerde klassieke filologie aan de Katholieke Universiteit Leuven. Hij werd een volkspredikant binnen de organisatie van de redemptoristen, die van het organiseren van missies in de Vlaamse parochies hun specialiteit maakten.
Daarnaast was hij een bewonderaar van Guido Gezelle en drukte dit in verschillende werkjes uit.

## Publicaties
- Stille Stonden, 1923.
- Uit Gezelle's zieleleven, 1924.
- Gezelle-uurtjes, 1925.
- Guido Gezelle en de Allerheiligste Maagd, 1931.
- Guido Gezelle en het Allerheiligste Sacrament, 1931.